# Alcaligenes
Alcaligenes é um gênero de bactérias gram-negativas aeróbicas da família Alcaligenaceae.